# Брюнсюм
Брюнсюм (нід. Brunssum, лімб. Broensem) — місто і громада в провінції Лімбург в Нідерландах. З 1967 — місце розміщення штаб-квартири Командування об'єднаним угрупованням ОВС НАТО.